# Pálmajor (Somogy vármegye)
Pálmajor község Somogy vármegyében, a Kaposvári járásban.

## Fekvése
A vármegye középső részén fekszik, Kaposvártól kb. 20 kilométerre nyugatra. Mindössze három települési szomszédja van: északkelet felől Somogysárd, délkelet felől Kiskorpád, nyugat felől pedig Nagybajom.
Főutcája a 61-es főútból kiágazó 67 132-es számú mellékút, de a falu házai közül néhány a főút mentén áll.
Vasútvonal nem érinti, a legközelebbi vasúti csatlakozási lehetőséget a Dombóvár–Gyékényes-vasútvonal Kiskorpád vasútállomása kínálja, körülbelül 4 kilométerre délkeletre.

## Története
A terület, ahol ma a falu áll, a 19. században Somssich Pál birtoka volt, innen ered korábbi neve, Páltelke, melyből a századfordulóra alakult ki a mai Pálmajor elnevezés. 1923-ban nyílt meg népiskolája, ahova kb. 70 gyermek járt be mintegy 5 kilométeres körzetből. Az évtized végére számos cigány költözött be a pusztára, ennek eredményeként 1930-ban 214 lakosával már a népesebb puszták közé tartozott. Jórészt cselédek lakták, akik egészen fiatal koruktól kezdve végigdolgozták életüket.
A második világháború után a megszűnt közeli Egerpuszta lakóinak egy része átköltözött Pálmajorba, a hatvanas években pedig Földhíd, Imremajor és Kocsmatag lakossága is részben ide települt át. Az évek során azonban a helyiek többsége Kaposváron lelt új otthonra, helyükre újabb cigány családok költöztek.
Pálmajor 1993. január 1-jétől önálló település, korábban Nagybajom része volt. Gyógyszertár, védőnő és fogorvos nincs a településen, az orvos is Nagybajomból jár be.
2013. szeptember 6-án a gyerekek és családjuk helyzetét javító, szociális és felzárkóztatási tevékenységet segítő közösségi szolgáltató házat adtak át a településen.

## Közélete

### Polgármesterei
- 1993–1994: …
- 1994–1998: Boross Lászlóné (független)[5]
- 1998–2002: Boross Lászlóné (független)[6]
- 2002–2006: Boross István Lászlóné (független)[7]
- 2006–2010: Boross István Lászlóné (független)[8]
- 2010–2014: Pozsonyi Erika (független)[9]
- 2014–2019: Pozsonyi Erika (független)[10]
- 2019–2024: Pozsonyi Erika (független)[11]
- 2024– : Kalányos Zoltán (független)[1]

## Népesség
A település népességének változása:
| Lakosok száma | 359  | 344  | 349  | 306  | 338  | 354  | 356  |
|               | 2013 | 2014 | 2015 | 2021 | 2022 | 2023 | 2024 |

A 2011-es népszámlálás során a lakosok 100%-a magyarnak, 91,9% cigánynak, 0,3% németnek mondta magát (a kettős identitások miatt a végösszeg nagyobb lehet 100%-nál). A vallási megoszlás a következő volt: római katolikus 91,3%, református 0,3%, felekezet nélküli 8,4%.
2022-ben a lakosság 77,2%-a vallotta magát magyarnak, 54,1% cigánynak (22,8% nem nyilatkozott; a kettős identitások miatt a végösszeg nagyobb lehet 100%-nál). Vallásuk szerint 55% volt római katolikus, 1,5% egyéb katolikus, 5,3% felekezeten kívüli (38,2% nem válaszolt).
A 99%-ban cigányok által lakott falu a 2010-es statisztikák szerint az ország legszegényebb települése volt, az egy főre jutó jövedelem nem érte el a 33 000 forintot.

## Nevezetességei
Római katolikus temploma 2009-ben épült.